# Port Barre (Louisiane)
Port Barre est un bourg de Louisiane situé dans la paroisse civile de Saint-Landry.

## Histoire
En 1733, les Appalousas demandèrent au gouvernement colonial français de faire venir des commerçants dans leur région. En 1760, des coureurs de bois y établirent un poste de commerce au confluent des bayous Courtableau et Teche.
En 1765, un riche propriétaire du nom de Jacques Courtableau offrit des terres à 32 réfugiés acadiens. La même année, il vendit une large parcelle de terre à Charles Barre (1746 - 1829) qui en fit un poste de commerce. Celui-ci se développa en tant que port avant de décliner avec l'arrivée du chemin de fer.

## Démographie
D'après le recensement de 2010, Port Barre comptait 2 055 habitants, dont 71,3 % de Blancs, 25,69 % de Noirs, 0,1 % d'Amérindiens, 0,19 % d'Asiatiques et 1,56 % de Multi-raciaux.